# Torre del Xatmar
La Torre del Xatmar és un monument del municipi de Vila-sana (Pla d'Urgell) inclòs en l'Inventari del Patrimoni Arquitectònic de Catalunya.

## Descripció
Cal Xamar és una masia que comprèn dues cases adossades com a edificació principal. Són gairebé simètriques i estan construïdes amb pedra i maó i amb les cantonades de pedra. El recinte compte amb una terrassa lateral que queda fora del mur que tanca el barri. A més de l'edifici principal hi ha diversos annexes destinats a l'emmagatzematge. A la part posterior de la masia hi ha una gran galeria coberta amb terrassa balustrada a la part superior.

## Història
Els primers propietaris foren la família Galtés i Ribera de Barcelona. Concebien la Torre del Xamar (edificis i propietat) com una extensa unitat d'explotació vitícola. L'any 1881 es va construir la primera casa, els edificis destinats a emmagatzematge i les cases dels treballadors. Poc després s'hi edificà un annex que de fet, fou una segona casa. L'explotació econòmica de la masia ha sofert canvis profunds.